# Castillejo de Nívar y Güevéjar
El Castillejo de Nívar y Güevéjar es un asentamiento situado en el municipio español de Güevéjar, muy próximo al límite con Nívar, en la provincia de Granada. Abarca con toda probabilidad el período de transición desde el siglo V al siglo X. Se complementa además con, al menos, dos tipos diferenciados de necrópolis, constituyendo así un ejemplar casi único por la amplia cronología que presenta.
La importancia del yacimiento reside en que se configura como una zona clave para entender el cambio social producido por la conquista islámica de la península ibérica, además de ofrecer la posibilidad de aproximarse a un período histórico no muy conocido, como es el tardorromano.

## Descripción
El asentamiento es fácilmente reconocible por estar en una peña caliza, conocida popularmente como la «Peña Bartolo», que destaca en el territorio y en la que, en una de sus caras, al sureste, presenta una media docena de tumbas excavadas en la roca de clara tradición tardorromana. Los enterramientos se encuentran situados en una parte elevada y asociados a un poblado que, como evidencian tanto los materiales cerámicos como los constructivos encontrados en superficie, corresponden a un asentamiento del periodo tardorromano, similar a otros documentados en otras partes de la península y que se identifica con un modelo (ubicación de las tumbas en zonas elevadas junto a un poblado) utilizado como sistema para definir una jerarquía espacial.
Además, en las laderas sur y este, conformadas por una matriz geológica de arenas y ocupadas por un olivar de cierta antigüedad, se han podido identificar abundantes restos cerámicos de épocas posteriores a la cronología de las tumbas excavadas en la roca y, sobre todo, estructuras de relevancia también asociadas a esa cronología.
En las laderas meridional y oriental se han removido terrenos en tres terrazas donde han aparecido abundantes restos. En concreto, la mayor concentración de estos restos se han localizado en la ladera este de la terraza superior. En ella, el corte de los taludes deja al descubierto varios huecos cortados transversalmente que han podido identificarse como tumbas. Estas se orientan en dirección nortesur y por la disposición en la que se encuentran en el perfil se puede hablar de al menos tres niveles. En la misma terraza también se ha detectado un muro de piedras cortado transversalmente.
A medida que se avanza hacia el sur, por la terraza superior, aparece un conjunto de huecos más anchos y rellenos de un material oscuro que, en principio podrían identificarse como silos, al aparecer asociados a algunas semillas y que explicarían, al mismo tiempo, su aparente concentración en un área concreta. También los silos podían distribuirse en distintos niveles de suelo, quizás hasta dos.
En la terraza intermedia también se han detectado evidencias de estructuras, cuya potencialidad se evaluará en la realización de actuaciones arqueológicas que proporcionen una mayor información.
Por último, en la terraza inferior que se define en dos espolones que delimitan esta zona, se localiza una evidente concentración de materiales cerámicos en superficie y algunos restos de muros asimilables a los descritos anteriormente; aunque esta vez mucho más dispersos y separados en el espacio, quizás como consecuencia de la mayor distancia a la cumbre, y por tanto al posible centro del núcleo.